# Keräsaari, Tövsala
Keräsaari är en ö i Finland.   Den ligger i kommunen Tövsala i den ekonomiska regionen Nystadsregionen och landskapet Egentliga Finland, i den sydvästra delen av landet, 180 km väster om huvudstaden Helsingfors. Arean är 2,3 kvadratkilometer.
Terrängen på Keräsaari är mycket platt. Öns högsta punkt är 21 meter över havet. Den sträcker sig 2,8 kilometer i nord-sydlig riktning, och 1,4 kilometer i öst-västlig riktning.